# Jean Brard (homme politique)
Pour les articles homonymes, voir Brard.
Jean Brard, né le 3 juillet 1904 à Cherbourg (Manche) et mort le 1er janvier 1989 à Caen (Calvados), est un homme politique français.

## Biographie
Fils d'un avoué de Cherbourg, Jean Brard, après des études commerciales, dirige une station-service, garage et concession General Motors à Cherbourg quand il est élu conseiller municipal de cette ville en 1948.
Président du syndicat d’initiatives local, il entre au conseil général de la Manche en 1951.
En 1956, il figure en deuxième position sur la liste du CNI, menée par Pierre Hénault dans la Manche pour les législatives.
Grâce à l'apparentement des listes de droite et du centre-droit, cette liste obtient, avec 16,9 % des voix, deux sièges. Jean Brard est élu député.
À l'assemblée, il se spécialise sur les questions énergétiques et pétrolières. Il défend notamment la baisse du prix des carburants, ainsi que l'amélioration du réseau routier.
En 1958, il soutient le retour de Charles de Gaulle au pouvoir. Mais, aux législatives de novembre, il est battu dès le premier tour dans la circonscription emportée par René Schmitt.
Il se retire alors de la politique pour se consacrer à ses activités professionnelles.

## Détail des fonctions et des mandats
Mandat parlementaire
- 2 janvier 1956 - 8 décembre 1958 : Député de la Manche